# بيرني باوم
بيرني باوم (بالإنجليزية: Bernie Baum)‏ هو ملحن وكاتب أغاني أمريكي، ولد في 13 أكتوبر 1929، وتوفي في 28 أغسطس 1993.

## وصلات خارجية
- بيرني باوم على موقع IMDb (الإنجليزية)
- بيرني باوم على موقع ميوزك برينز (الإنجليزية)
- بيرني باوم على موقع قاعدة بيانات برودواي على الإنترنت (الإنجليزية)
- بيرني باوم على موقع ديسكوغز (الإنجليزية)
- بيرني باوم على موقع ديسكوغز (الإنجليزية)